# Mirela Macedo
Mirela de Oliveira Macedo Silva (Salvador, 31 de janeiro de 1979), mais conhecida como Mirela Macedo, é uma fisioterapeuta e política brasileira. É deputada estadual pelo estado da Bahia, eleita em 2018 para compor a 19.ª legislatura. Entre 2013 e 2016 foi vereadora do município de Lauro de Freitas. É filiada ao União Brasil.

## Biografia
Filha de Gladston Macedo Silva e Gilsa Maria de Oliveira Macedo Silva, realizou a maior parte de seus estudos básicos no Colégio Antonio Vieira, em Salvador. Em 2002, concluiu o curso de Fisioterapia na Universidade Católica de Salvador, especializando-se em fisioterapia neurológica em 2004. Em 2014, foi eleita suplente da Assembleia Legislativa da Bahia e, em 2016, vice-prefeita do município de Lauro de Freitas. No entanto, não chegou a assumir o mandato porque, com a renúncia do deputado Rogério Andrade Filho, assumiu a vaga de deputada estadual em janeiro de 2017.